# Torre di Rivoli
La Torre di Rivoli (anticamente di Rigoli) è una torre costiera costruita per il sistema difensivo costiero del Regno di Napoli, sita a Zapponeta. Venne costruita nel 1568 ed è la prima torre costiera appartenente al territorio della Capitanata.
Ecco la descrizione 26 anni dopo la sua costruzione, tratta dal manoscritto di Carlo Gambacorta "Visita delle Torri di Capitanata nel mese di dicembre 1594":
Costruita nel 1569, risulta nell'Atlante delle Locazioni di Antonio e Nunzio di Michele completato intorno al 1700. Nel 1685, dalla relazione dell'ingegnere Onofrio Papa, si apprende che "necessita alli due artiglierie resarcire le Muraglia, e parapetti, accomodare la cisterna e garrina e la scala di fuora a guarda ponte". È tra le torri più grandi e meglio conservate della provincia di Foggia, con cinque caditoie e proporzioni simili alla Torre Mileto.